# Bressaucourt

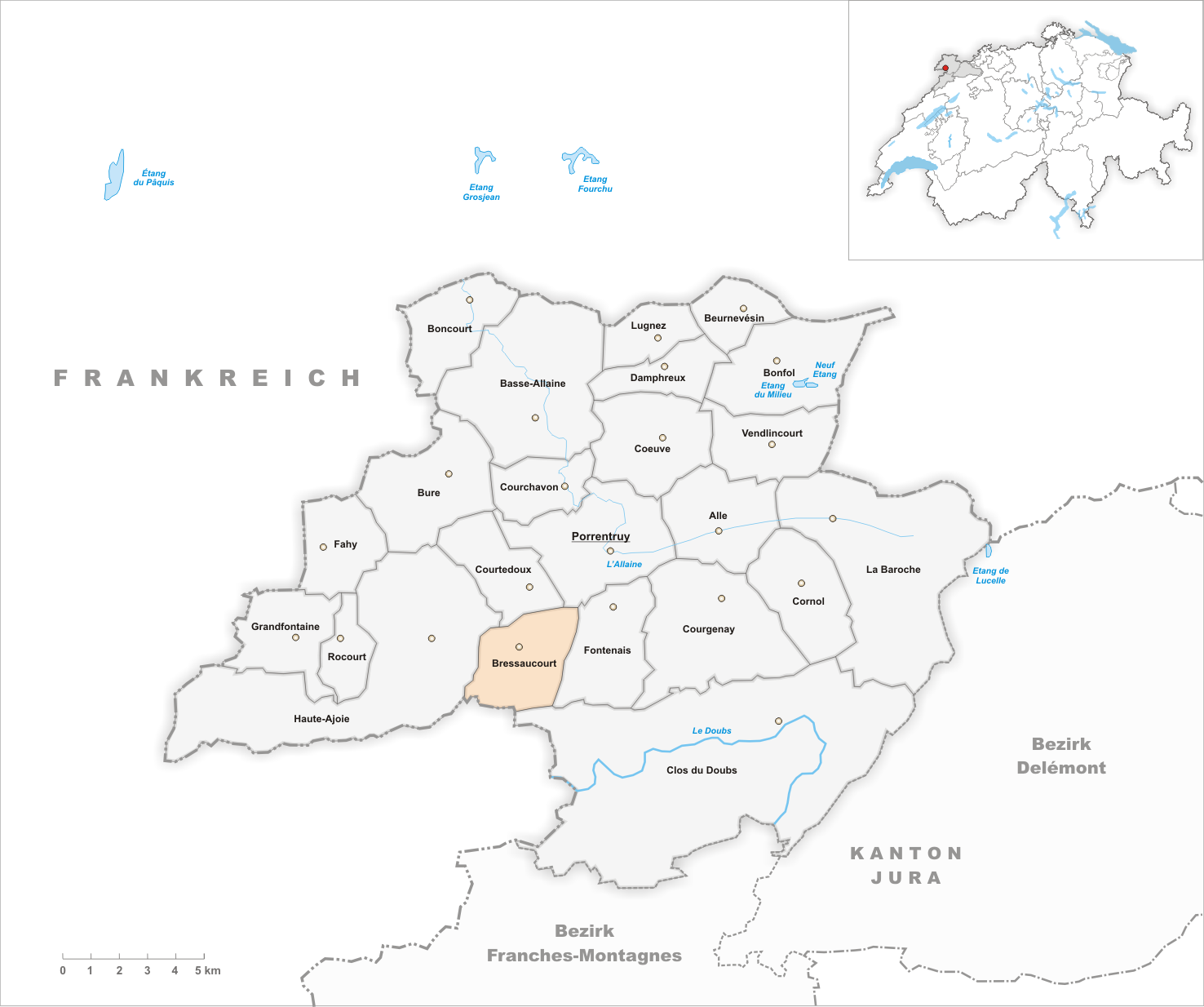
Gemeindestand vor der Fusion am 1. Januar 2013

Bressaucourt war eine politische Gemeinde im Distrikt Porrentruy des Kantons Jura in der Schweiz. Am 1. Januar 2013 fusionierte sie mit Fontenais.

## Geographie
Bressaucourt liegt auf 536 m ü. M., vier Kilometer südwestlich des Bezirkshauptorts Porrentruy (Luftlinie). Das ehemalige Strassenzeilendorf erstreckt sich auf einer Kuppe am Nordhang der Jurakette des Lomont in der Ajoie (deutsch Elsgau), nahe der Grenze zu Frankreich.
Die Fläche des 9,5 km² grossen Gemeindegebiets umfasst im Norden die Talniederung des Dorfbachs von Bressaucourt sowie den sanft ansteigenden Hang von Dos Chalembert und Echaux. Die westliche Begrenzung bildet das Trockental der Combe Vaillard. Im Süden reicht das Gebiet den dicht bewaldeten Nordhang der Lomontkette, der in der Ajoie nördlichsten Kette des Faltenjuras, hinauf und erreicht auf Les Laives mit 910 m ü. M. die höchste Erhebung der Gemeinde. Bressaucourt liegt im Einzugsgebiet der Allaine. Von der Gemeindefläche entfielen 1997 4 % auf Siedlungen, 54 % auf Wald und Gehölze und 42 % auf Landwirtschaft.
Zu Bressaucourt gehören mehrere Einzelhöfe. Nachbargemeinden von Bressaucourt sind Haute-Ajoie, Courtedoux, Porrentruy, Fontenais und Clos du Doubs im Kanton Jura sowie Montancy im angrenzenden Frankreich.

## Bevölkerung
Mit 426 Einwohnern (Stand 31. Dezember 2012) gehörte Bressaucourt zu den kleineren Gemeinden des Kantons Jura. Von den Bewohnern sind 89,5 % französischsprachig, 7,8 % deutschsprachig und 0,5 % italienischsprachig (Stand 2000). Die Bevölkerungszahl von Bressaucourt belief sich 1850 auf 410 Einwohner, 1900 auf 506 Einwohner. Im Verlauf des 20. Jahrhunderts wurde bis 1980 (350 Einwohner) ein rückläufiger Trend verzeichnet. Seither nahm die Einwohnerzahl wieder leicht zu.

## Wirtschaft
Bressaucourt ist noch vorwiegend landwirtschaftlich geprägt. Es gibt nur relativ wenige Arbeitsplätze ausserhalb des landwirtschaftlichen Sektors im Dorf. Viele Erwerbstätige (mehr als 50 %) sind deshalb Wegpendler und arbeiten vor allem in der nahen Region Porrentruy.

## Verkehr
Die Gemeinde liegt abseits der grösseren Durchgangsstrassen und ist nur durch eine Stichstrasse von Porrentruy her erreichbar. Im Jahr 2005 wurde an diese Strasse die Ausfahrt Porrentruy-Ouest der Autobahn A16 angeschlossen, die sowohl mit dem schweizerischen Nationalstrassennetz als auch mit dem französischen Autobahnnetz verbunden ist. Durch eine Buslinie nach Porrentruy ist Bressaucourt an den öffentlichen Verkehr angebunden. Am 1. Juli 2011 wurde der Regionalflugplatz Bressaucourt mit einer 800 Meter langen Piste eröffnet, der den benachbarten Flugplatz Porrentruy ersetzt.

## Geschichte
Die Höhle Bâme aux Pirotas war bereits in der La-Tène-Zeit und in der späten Bronzezeit bewohnt. Erste Erwähnung findet das Dorf 1139 als Bersalcurt in einer Urkunde von Papst Innozenz II., der dem Kloster Saint-Ursanne Grundbesitz in Bressaucourt bestätigt. Später erscheinen auch die Bezeichnungen Bresacorth (1177), Brusacort (1290), Brisaucourt (1312), Prisacourt (1492) und Brisalcourt. Die Herkunft des Namens ist umstritten, entweder auf den germanischen Personennamen Brisolf oder auf den burgundischen Namen Bersiwald zurückzuführen.
Bressaucourt teilte die wechselvolle Geschichte der Ajoie, die 1271 zum ersten Mal an das Fürstbistum Basel kam. Es unterstand vom 16. bis zum 18. Jahrhundert dem Meieramt Chevenez. Von 1793 bis 1815 gehörte Bressaucourt zu Frankreich und war anfangs Teil des Département du Mont-Terrible, ab 1800 mit dem Département Haut-Rhin verbunden. Durch den Entscheid des Wiener Kongresses kam der Ort 1815 an den Kanton Bern und am 1. Januar 1979 an den neu gegründeten Kanton Jura.

## Sehenswürdigkeiten
Das kleine Dorf wird vom imposanten neuromanischen Bau der Pfarrkirche Saint-Etienne überragt, die 1893–94 in Anlehnung an die Pfarrkirche Notre-Dame d’Auteuil errichtet wurde.

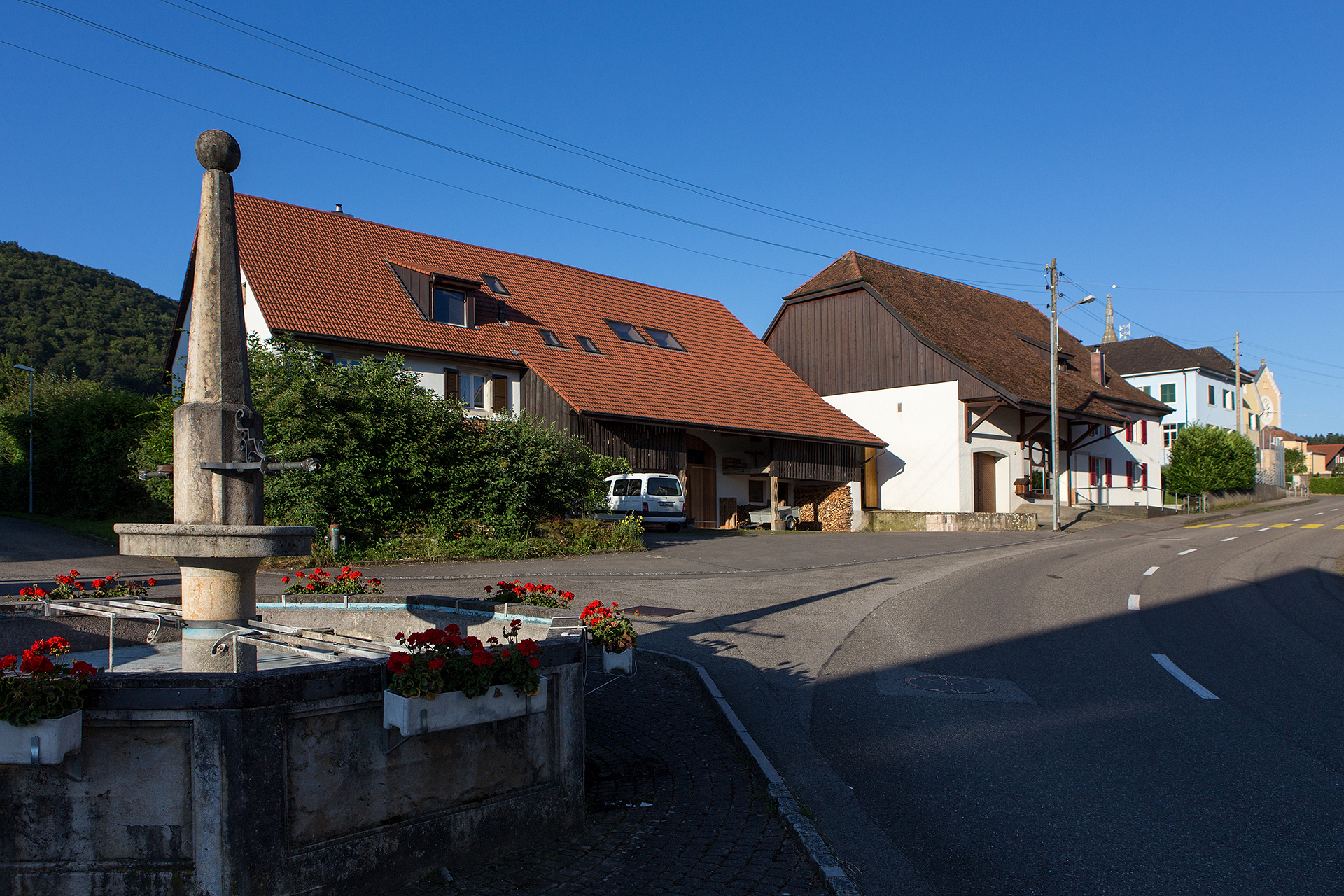
Au Village
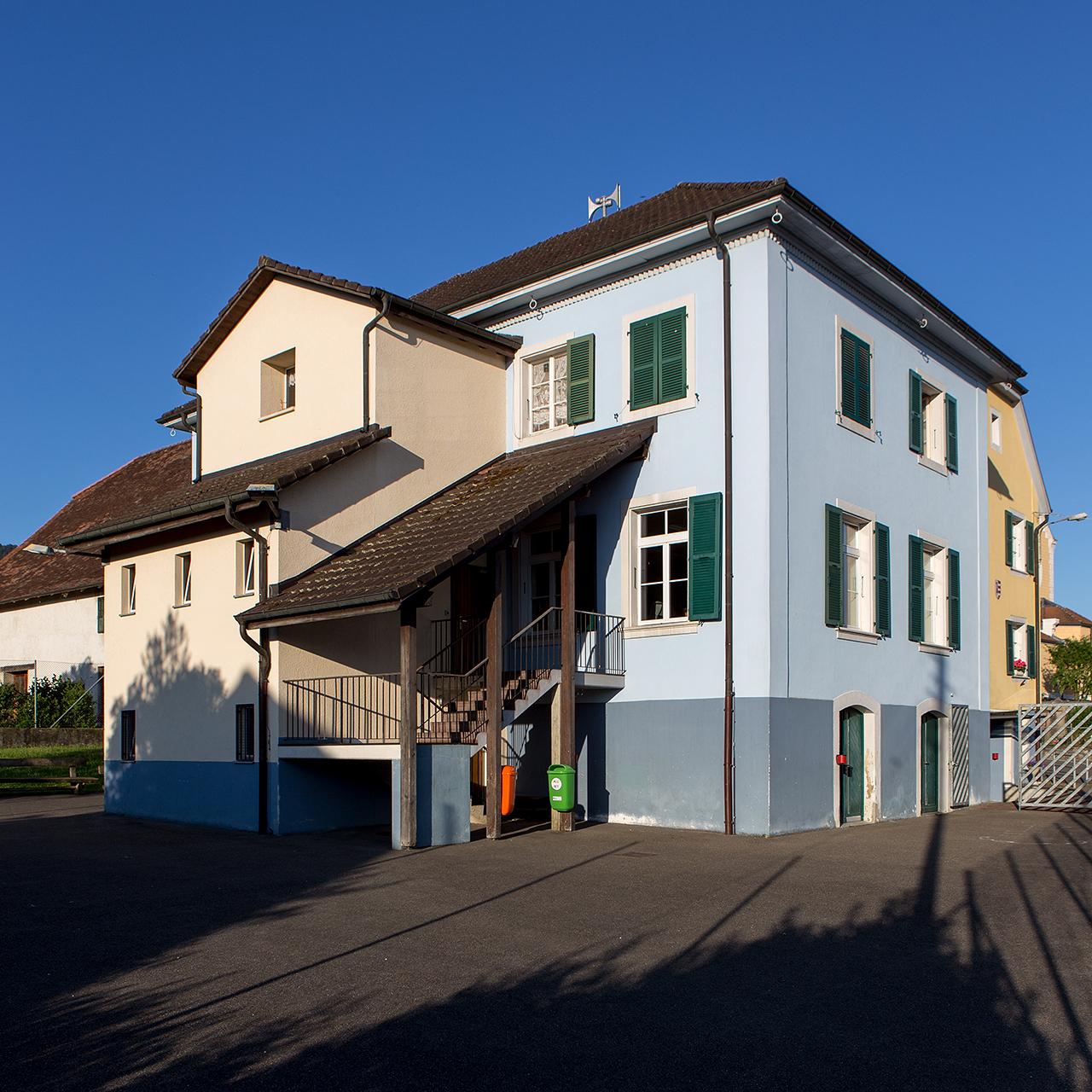
Schulhaus
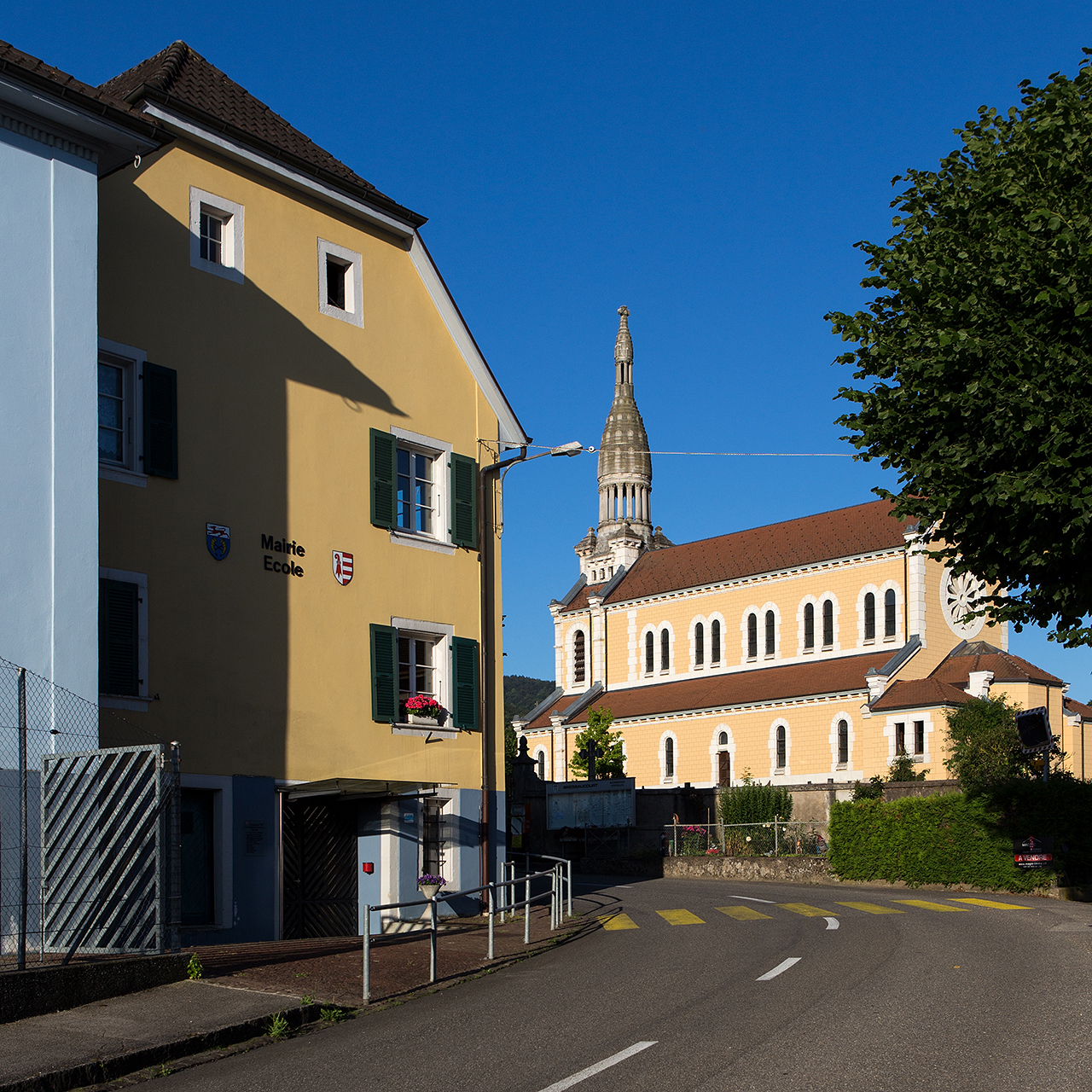
Mairie
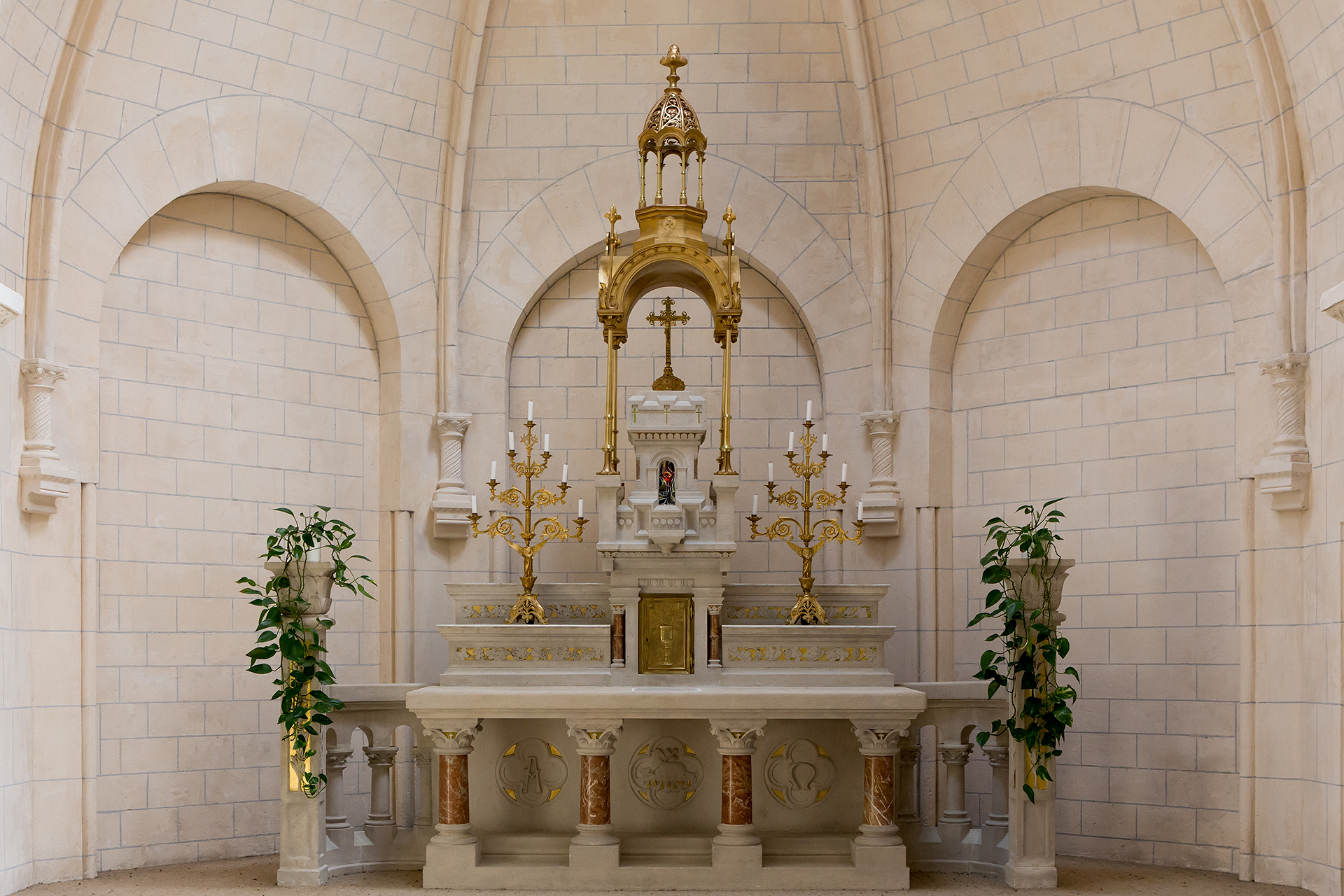
Kirchenaltar
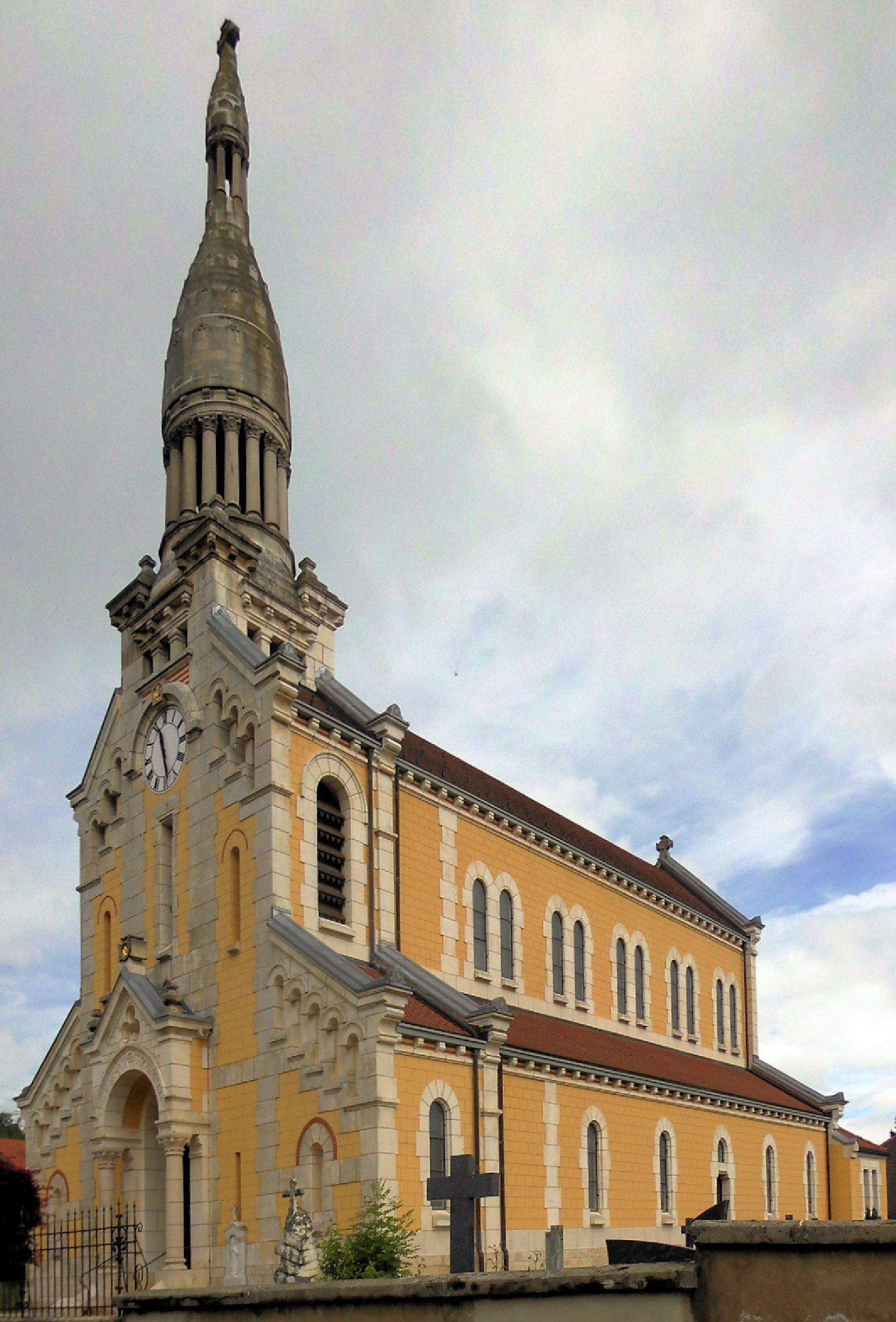
Pfarrkirche Saint-Etienne